# Nicolae Todos
Nicolae Todos (n. 15 noiembrie 1935 – d. 15 august 2025) a fost un politician moldovean.

## Carieră
Todos a fost deputat în primul Parlament al Republicii Moldova. A fost semnatar al Declarației de Independență.
A fost decorat de președintele Nicolae Timofti în 2012 cu Ordinul Republicii.